# Tačikawa Ki-74
Tačikawa Ki-74 byl japonský experimentální dálkový průzkumný a později i bombardovací letoun z období druhé světové války. Tento celokovový dvoumotorový dolnoplošník byl vyvinutý pro Japonské císařské armádní letectvo. Jeho vývoj začal už v roce 1939. Původně měl sloužit k dálkovému průzkumu, což bylo později změněno na výškové bombardování. Proto musel být rozsáhle přepracován a jeho vývoj se neustále opožďoval.
Prototyp poprvé vzlétl 25. května 1944. Stejně jako druhý prototyp, zalétaný 2. srpna 1944, měl motory Micubiši Ha-211 o výkonu 2200 k (1618 kW) s turbokompresory. Druhý vyrobený exemplář se od prvního odlišoval větším objemem palivových nádrží a byl označován Ki-74 Toku (Speciální) či Ja-Go.
Třetí vyrobený letoun s pohonnými jednotkami Ha 211 Ru, převzatý armádním letectvem, byl prvním ze 14 předsériových Ki-74. Od následujícího druhého předsériového stroje byly instalovány motory Micubiši Ha-104 o výkonu 2000 k (1471 kW) s turbokompresory. Pětičlenná posádka pracovala v přetlakovém kokpitu.
V únoru 1945 byl vývojový tým Tačikawy přesunut do střediska Omija. Testované Ki-74 přelétly na letiště Jokaiči, některé pak na tovární letiště v Kófu. Zde bylo Američany po kapitulaci Japonska nalezeno 12 Ki-74, které kromě jednoho kusu skončily na vrakovišti. Vybraný „Patsy“ pak v září 1945 pilot Tačikawy přelétl do Jokosuky, odkud měl být převezen do USA k testům.
Typ Ki-74 nikdy nebyl zařazen k bojovým jednotkám, přesto dostal od spojenců kódové označení Patsy. Původně se mu ovšem říkalo Pat, protože spojenci letoun zpočátku omylně považovali za dálkovou stíhačku a proto jí podle svého kódového systému přidělili mužské jméno.

## Specifikace

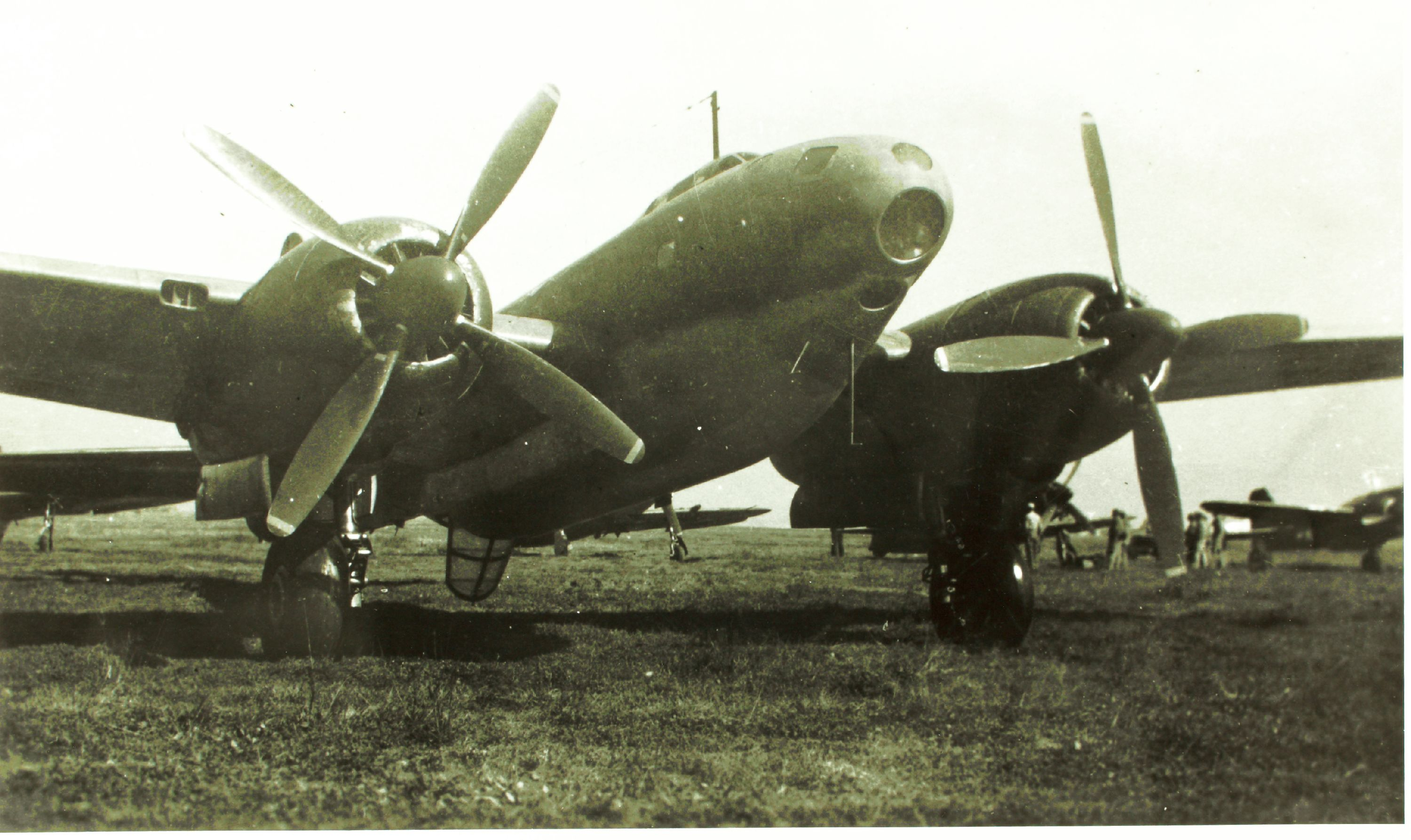
Tačikawa Ki-74

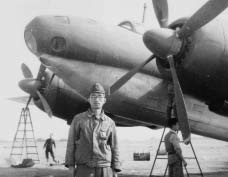
Šéfkonstruktér Jiro Tanaka před letounem Tačikawa Ki-74

Údaje dle

### Technické údaje
- Osádka: 5
- Rozpětí: 27,00 m
- Délka: 17,65 m
- Výška: 5,1 m
- Nosná plocha: 80 m²
- Hmotnost prázdného letounu: 10 200 kg
- Vzletová hmotnost: 19 400 kg
- Pohonná jednotka: 2 × hvězdicový motor Micubiši Ha-104 Ru
- Výkon pohonné jednotky: 2000 k (1471 kW)

### Výkony
- Maximální rychlost v 8500 m: 570 km/h
- Cestovní rychlost v 8000 m: 400 km/h
- Čas výstupu do 8000 m: 17,00 min
- Dostup: 12 000 m
- Maximální dolet: 8300 km

### Výzbroj
- 1 × 12,7mm kulomet Ho-103
- 500–1000 kg pum